# Eucryphia milliganii
Eucryphia milliganii är en tvåhjärtbladig växtart. Eucryphia milliganii ingår i släktet Eucryphia och familjen Cunoniaceae.

## Underarter
Arten delas in i följande underarter:
- E. m. milliganii
- E. m. pubescens